# Plouzélambre
Plouzélambre település Franciaországban, Côtes-d’Armor megyében. Lakosainak száma 202 fő (2022. január 1.). Plouzélambre Lanvellec, Plouaret, Ploumilliau, Saint-Michel-en-Grève és Tréduder községekkel határos.

## Népesség
A település népességének változása:
| Lakosok száma | 241  | 231  | 208  | 210  | 227  | 232  | 234  | 237  | 225  | 202  |
|               | 1968 | 1982 | 1990 | 2006 | 2013 | 2015 | 2017 | 2019 | 2020 | 2022 |